# Unione Sportiva Massese 1992-1993
Questa voce raccoglie le informazioni riguardanti l'Unione Sportiva Massese nelle competizioni ufficiali della stagione 1992-1993.

## Rosa
| N. |                   | Ruolo | Calciatore         |
| -- | ----------------- | ----- | ------------------ |
|    | Italia (bandiera) | P     | Roberto Aliboni    |
|    | Italia (bandiera) | C     | Fabio Angelotti    |
|    | Italia (bandiera) | C     | Paolo Bellatorre   |
|    | Italia (bandiera) | C     | Marco Bertelli     |
|    | Italia (bandiera) | C     | Michele Biagianti  |
|    | Italia (bandiera) | C     | Fabrizio Bresciani |
|    | Italia (bandiera) | P     | Roberto Cardinale  |
|    | Italia (bandiera) | C     | Massimo Carlone    |
|    | Italia (bandiera) | D     | Sergio Casilli     |
|    | Italia (bandiera) | D     | Paolo Doni         |
|    | Italia (bandiera) | C     | Luciano Fabiani    |
|    | Italia (bandiera) | C     | Gian Filippo Forno |

| N. |                   | Ruolo | Calciatore           |
| -- | ----------------- | ----- | -------------------- |
|    | Italia (bandiera) | A     | Paolo Gaspa          |
|    | Italia (bandiera) | C     | Renzo Gobbo          |
|    | Italia (bandiera) | A     | Stefano Mariani      |
|    | Italia (bandiera) | A     | Daniele Mazzei       |
|    | Italia (bandiera) | A     | Roberto Murgita      |
|    | Italia (bandiera) | C     | Giancarlo Romairone  |
|    | Italia (bandiera) | C     | Giuseppe Scarpato    |
|    | Italia (bandiera) | C     | Cristiano Scazzola   |
|    | Italia (bandiera) | C     | Antonio Strano       |
|    | Italia (bandiera) | D     | Federico Tiberio     |
|    | Italia (bandiera) | D     | Corrado Tonin        |
|    | Italia (bandiera) | D     | Pier Antonio Torroni |

## Risultati

### Campionato

#### Girone di andata
| 30 agosto 1992 1ª giornata | Massese | 1 – 0 | Arezzo |  |

| 6 settembre 1992 2ª giornata | Carpi | 1 – 1 | Massese |  |

| 13 settembre 1992 3ª giornata | Massese | 0 – 1 | Vicenza |  |

| 20 settembre 1992 4ª giornata | Chievo | 5 – 0 | Massese |  |

| 27 settembre 1992 5ª giornata | Massese | 1 – 1 | Leffe |  |

| 4 ottobre 1992 6ª giornata | Como | 5 – 1 | Massese |  |

| 18 ottobre 1992 7ª giornata | Massese | 1 – 0 | Siena |  |

| 25 ottobre 1992 8ª giornata | Empoli | 1 – 0 | Massese |  |

| 1º novembre 1992 9ª giornata | Pro Sesto | 2 – 0 | Massese |  |

| 8 novembre 1992 10ª giornata | Massese | 4 – 0 | Sambenedettese |  |

| 15 novembre 1992 11ª giornata | Ravenna | 5 – 1 | Massese |  |

| 22 novembre 1992 12ª giornata | Massese | 0 – 0 | Triestina |  |

| 29 novembre 1992 13ª giornata | Spezia | 0 – 2 | Massese |  |

| 16 dicembre 1992 14ª giornata | Massese | 1 – 1 | Carrarese |  |

| 13 dicembre 1992 15ª giornata | Palazzolo | 2 – 1 | Massese |  |

| 20 dicembre 1992 16ª giornata | Massese | 0 – 0 | Vis Pesaro |  |

| 27 dicembre 1992 17ª giornata | Alessandria | 3 – 1 | Massese |  |

#### Girone di ritorno
| 24 gennaio 1993 18ª giornata | Arezzo | 0 – 4 | Massese |  |

| 31 gennaio 1993 19ª giornata | Massese | 3 – 0 | Carpi |  |

| 7 febbraio 1993 20ª giornata | Vicenza | 1 – 1 | Massese |  |

| 14 febbraio 1993 21ª giornata | Massese | 1 – 0 | Chievo |  |

| 21 febbraio 1993 22ª giornata | Leffe | 1 – 0 | Massese |  |

| 7 marzo 1993 23ª giornata | Massese | 4 – 2 | Como |  |

| 14 marzo 1993 24ª giornata | Siena | 2 – 0 | Massese |  |

| 21 marzo 1993 25ª giornata | Massese | 1 – 0 | Empoli |  |

| 28 marzo 1993 26ª giornata | Massese | 1 – 1 | Pro Sesto |  |

| 4 aprile 1993 27ª giornata | Sambenedettese | 0 – 0 | Massese |  |

| 18 aprile 1993 28ª giornata | Massese | 0 – 1 | Ravenna |  |

| 25 aprile 1993 29ª giornata | Triestina | 0 – 0 | Massese |  |

| 2 maggio 1993 30ª giornata | Massese | 0 – 0 | Spezia |  |

| 9 maggio 1993 31ª giornata | Carrarese | 0 – 0 | Massese |  |

| 16 maggio 1993 32ª giornata | Massese | 2 – 1 | Palazzolo |  |

| 23 maggio 1993 33ª giornata | Vis Pesaro | 1 – 1 | Massese |  |

| 30 maggio 1993 34ª giornata | Massese | 3 – 3 | Alessandria |  |